# Drawsko (jezioro)
Drawsko – jezioro na Pojezierzu Drawskim, położone w woj. zachodniopomorskim, w powiecie drawskim, w gminie Czaplinek.
Powierzchnia zwierciadła wody wynosi 1781,5 ha. Objętość wody w zbiorniku wynosi 331 443,5 tys. m³.
Według publikacji z 1991 roku maksymalna głębokość wynosi 82,2 m, a średnia głębokość 17,7 m. Drawsko jest drugim jeziorem po Hańczy pod względem głębokości w Polsce.

## Położenie
Przez jezioro Drawsko przepływa rzeka Drawa, nad Drawskiem położone jest miasto Czaplinek. Na jeziorze znajduje się 12 wysp: Lelum, Polelum, Mokra, Środkowa, Zachodnia, Bagienna, Samotna, Dzika (Bobrowa), Żurawia, Czapla, Kacza oraz największa wyspa Bielawa, która jest piątą wyspą jeziorną w Polsce pod względem wielkości.
Zwierciadło wody jeziora znajduje się na wysokości 128,7 m n.p.m.
Drawsko powstało w miejscu skrzyżowania się kilku głębokich rynien polodowcowych.

## Jakość wód
W 2009 roku przeprowadzono badania jakości wód Drawska w 5 punktach w ramach monitoringu diagnostyczno-operacyjnego. W ich wyniku oceniono stan ekologiczny na umiarkowany (III klasa), a stan chemiczny na dobry. W ogólnej dwustopniowej ocenie stwierdzono zły stan wód Drawska.
W 1996 roku oceniono stan wód na III klasę czystości, a jezioro otrzymało I kategorię podatności na degradację biologiczną.

## Zagospodarowanie

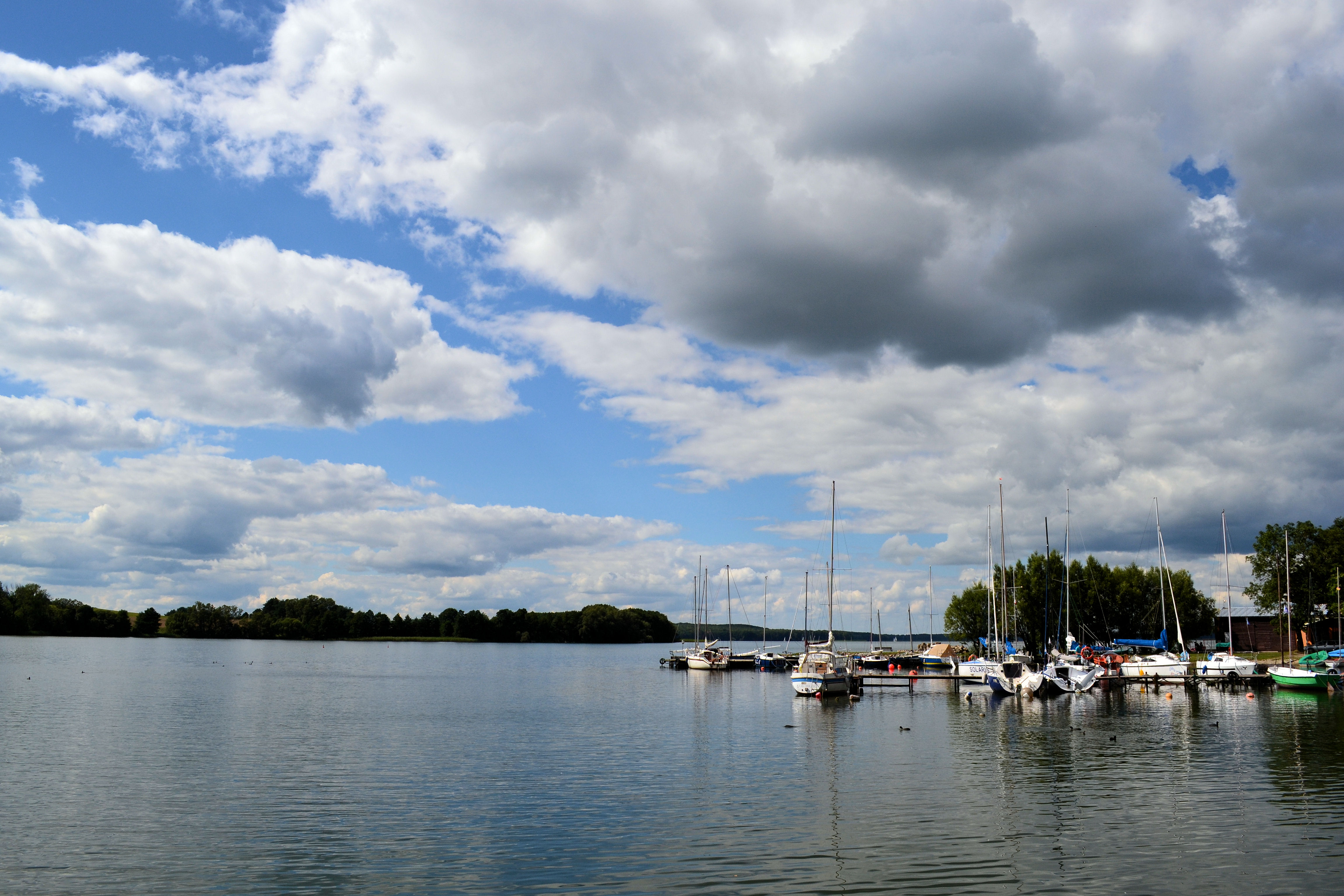
Marina w Czaplinku

W okresie przedwojennym w Czaplinku stacjonowały łodzie motorowe Nixe (Nimfa Wodna), Moewe (Mewa) i Reiher, których armatorem był Gustav Zemke. Jeszcze w 1950 burmistrz Czaplinka Krupiński w sprawozdaniach wykazywał je jako jednostki pływające mieszczące 50 i 60 pasażerów.
Administratorem wód Drawska jest Regionalny Zarząd Gospodarki Wodnej w Poznaniu. Utworzył on obwód rybacki jeziora Drawsko na rzece Drawa, który obejmuje wody jezior:
- Drawsko, Prosino, Żerdno, Jez. Rzepowskie i Krosino, wraz z wodami rzeki Drawa na odcinku od osi przepustu na drodze powiatowej Kluczewo – Stare Gonne do osi podłużnej mostu na drodze gminnej Budów – Głęboczek,
- Jez. Dołgie Wielkie, Nątlino (Natlino)[7], Czaplino i Jez. Młyńskie, wraz z wodami cieku bez nazwy na odcinku od miejsca wypływu cieku z Jeziora Dołgiego Wielkiego do miejsca wpływu cieku do jeziora Drawsko,
- Jezioro Pławskie Małe i Pławno, wraz z wodami cieku bez nazwy od jego źródeł do miejsca wpływu cieku do jeziora Drawsko,
- Sikory Duże i Sikory Małe oraz wodami dopływów tych jezior albo tych odcinków cieków.

Gospodarzem wód jeziora jest spółka Gospodarstwo Rybackie w Czaplinku, która prowadzi gospodarkę rybacką na jeziorze i pobiera opłaty za połów ryb.

## Hydronimia
Nazwa jeziora Drawsko powstała od nazwy wpływającej do niego rzeki o nazwie Drawa i utworzona została przy pomocy przyrostkowego formantu przymiotnikowego określającego przynależność do czegoś *-ьsko. Notowana jest od drugiej połowy XIII wieku. Wymieniona pierwszy raz w łacińskim dokumencie z 1286 w zapisie „Dravzk”, 1291 „Draviczka”, 1361 „Drawiczyk, Diawiczyk”, 1480 „Drawsko, Drowsko”, w falsyfikacie z końca XV wieku pod datą 1251 „Draitzig, Dratzk, Dratzke”, w 1564 „Dratzig”, 1591 „Draszko”. Na mapie z 1789 zapisano nazwę Draziger See, a w 1944 odnotowano „Dratzig See”.
Na polskiej mapie wojskowej z 1938 r. podano polski egzonim Drawsko przy oznaczeniu jeziora. Nazwę Drawsko wprowadzono urzędowo w 1949 roku w miejsce niemieckiej – Dratzig-See.

## Historia
Jezioro leżało na granicy Pomorza oraz Wielkopolski. W średniowieczu znajdowało się w powiecie wałeckim Korony Królestwa Polskiego. Pierwszy zapis z 1286 według zachowanej kopii z 1290 mówi o tym, że książę wielkopolski Przemysł II nadał templariuszom w ziemi czaplińskiej puszczę nad rzeką Drawą koło jeziora zwanego „Dravzk”.
W 1361 preceptor joannitów Herman de Werberge nadał Ludekinowi oraz Jerzemu Golczom wieś Plumward (obecnie Piaseczno) oraz m.in. jazy znajdujące się na rzece Drawie pomiędzy jeziorem Drawsko a jeziorem Rzepowo.
Z 1480 zachował się krótki opis jeziora Drawsko. Miało ono w obwodzie 7 mil niemieckich, było bogate w ryby i zasilane w wodę przez rzekę Drawę. Brało swą nazwę od rzeki o tej samej nazwie. Nad brzegiem jeziora odnotowano znaczny zamek Drahim.
Pod datą 1251 opisano granicę Korony Królestwa Polskiego i Nowej Marchii w falsyfikacie pochodzącym z końca XV wieku. Granica ta biegła na północ od jeziora Drawsko wzdłuż strugi wypływającej z jeziora Lipno, które należało do Pomorza. Granica ta biegła dalej do zatoki na jeziorze Drawskim i szła wzdłuż brzegu tego jeziora do żelaznego znaku albo kopca w pobliżu Gołej Góry, a potem koło krańca mniejszej zatoki jeziora Drawsko w kierunku wzgórza Melum (obecnie Grabowa Góra). Z 1564 zachował się kolejny opis granicy, w którym wspomniano także jezioro Drawsko. Granica biegła od jeziora Lipno wzdłuż strugi do wielkiej, północnej zatoki (niem. „grosse Langke”) jeziora drawskiego i dalej wzdłuż brzegu tego jeziora do znaku granicznego przy „Gołej Górze”, a następnie do znaku granicznego stojącego przy małej zatoce i stąd do „Gołej Góry” do znaku granicznego pomiędzy Starym Worowem znajdującym się w Nowej Marchii, a Bolegorzynem.
Z lat 1564–1565 zachował się kolejny opis jeziora Drawsko leżącego w starostwie drahimskim Królestwa Polskiego. Miało ono wymiary 177 razy 18 sznurów, głębokość w zależności od miejsca na 30, 20, 10 i 7 sążni. Odnotowano w nim także 100 toni niewodowych. Były w nim sumy, sułwice, mrzewki, leszcze, węgorze i inne. W jeziorze nie było karpi. W lecie jezioro wynajmowali rybacy, za co płacili do zamku w Drahimiu po dwie ćwiertnie owsa. Liczba rybaków wynajmujących jezioro była zmienna, a w odnotowanym roku było ich 36. W 1565 odnotowano zamek w Drahimiu, leżący pomiędzy dwoma jeziorami: Drawsko i Zarębie (obecnie Żerdno). W dokumencie z 1568 oblatowanym w 1591 odnotowano natomiast, że role wójtostwa w Czaplinku sięgały aż do jeziora Drawsko.

## Galeria

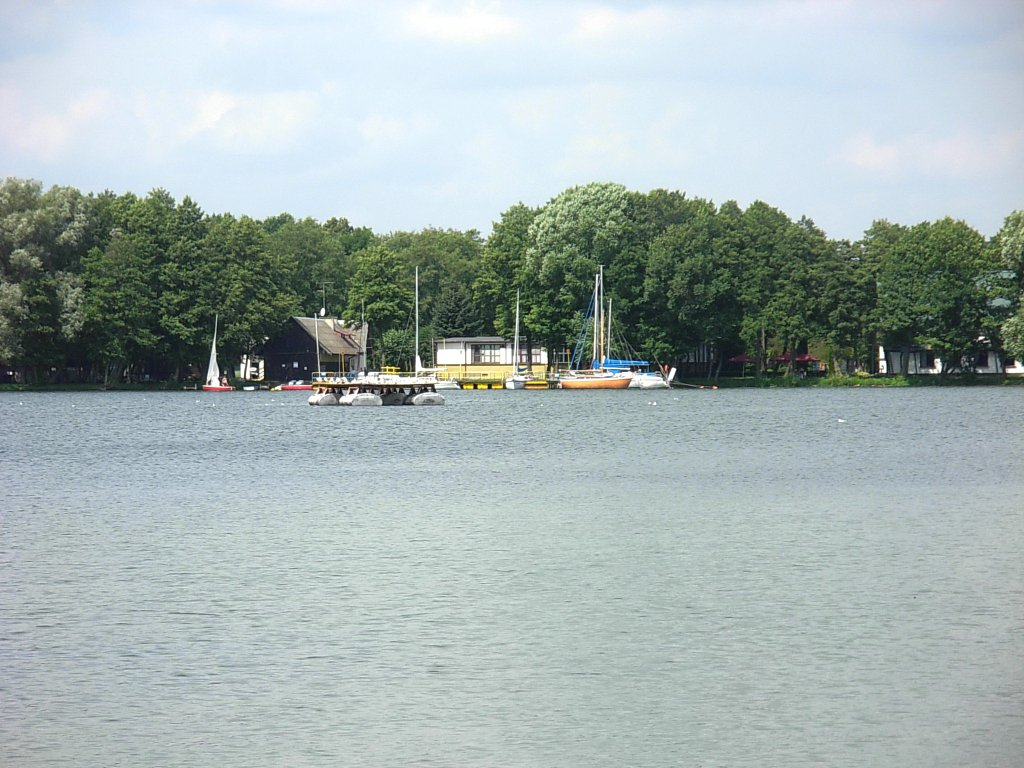
Przystań w Starym Drawsku
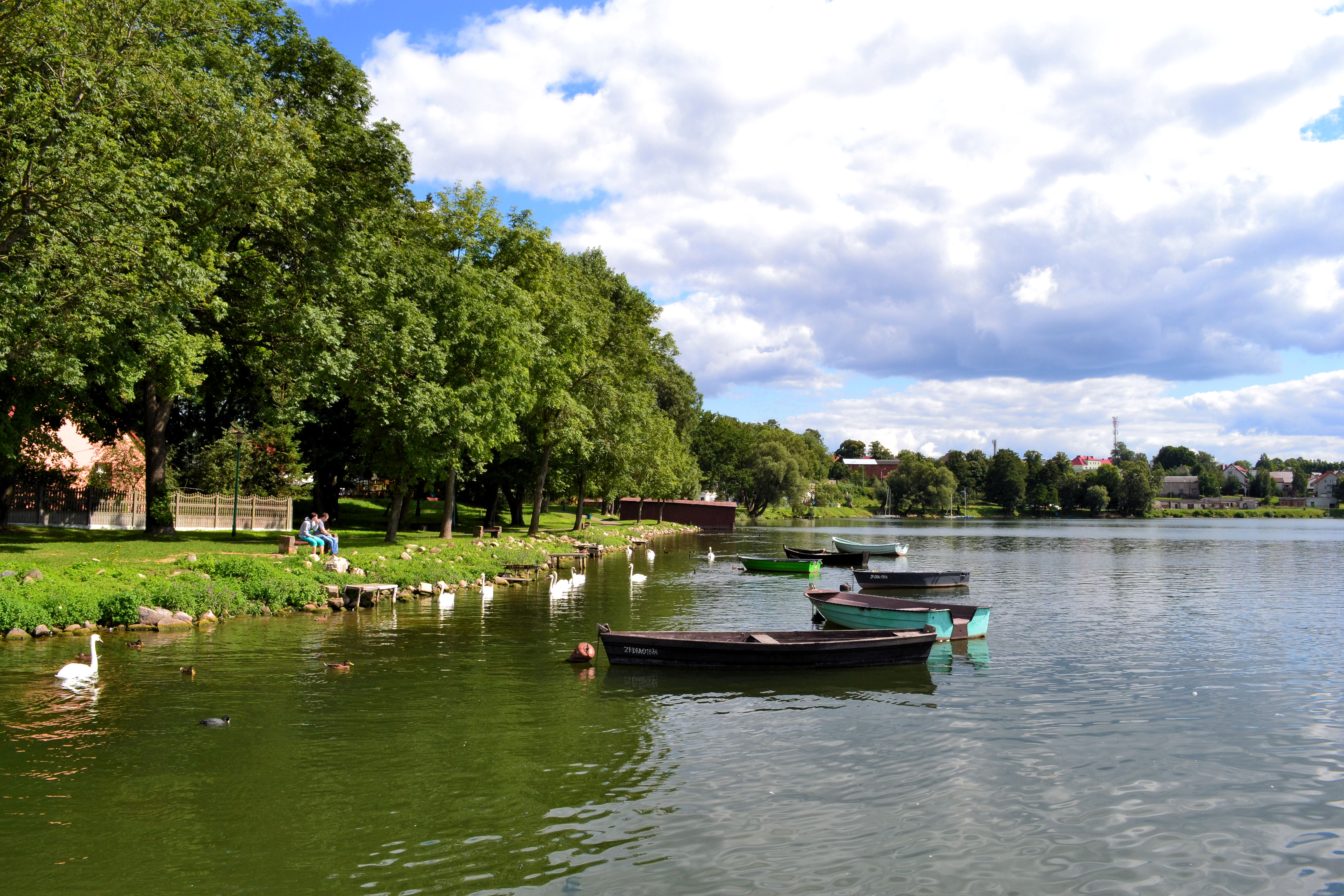
Łodzie przy promenadzie w Czaplinku
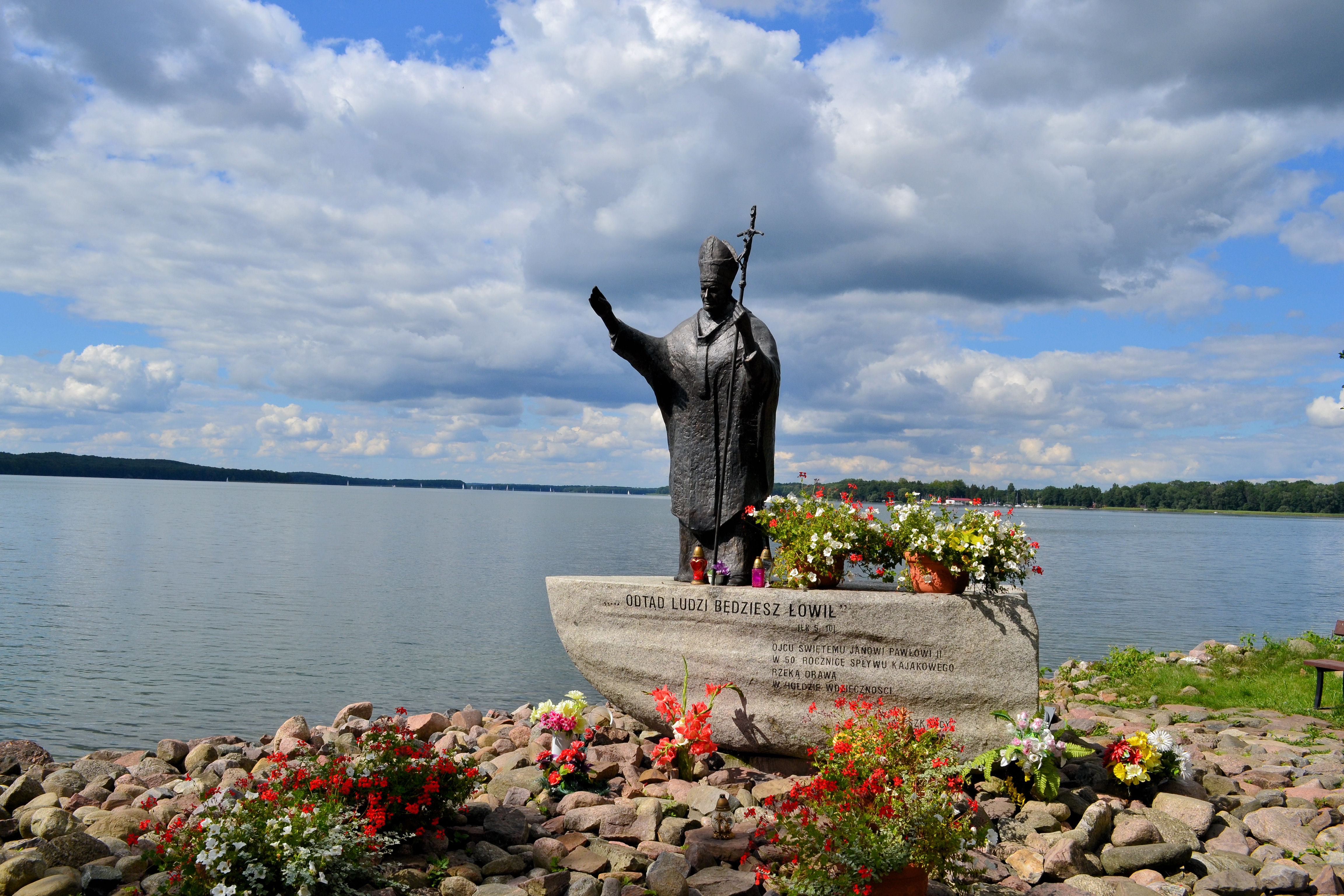
Pomnik Jana Pawła II w Czaplinku